# Parma (zoologia)
Parma è un genere di pesci marini appartenenti alla famiglia Pomacentridae e alla sottofamiglia Pomacentrinae.

## Distribuzione e habitat
L'areale di questo genere è limitato alla parte subtropicale dell'Oceania, la maggior parte delle specie popola le coste dell'Australia ma alcune si trovano nei mari neozelandesi, dell'isola di Lord Howe, delle Kermadec (di cui P. kermadecensis è endemica) spingendosi a nord fino alla Nuova Caledonia.
L'habitat dei membri del genere è costiero. Vivono su fondali scogliosi ma qualche specie si trova anche nelle barriere coralline come la grande barriera corallina australiana.

## Descrizione
La taglia raggiunge e supera spesso i 20 cm e sono tra i Pomacentridae di dimensioni maggiori. 

## Biologia
Sembra che la dieta sia prevalentemente a base di alghe.

## Tassonomia
Il genere comprende 10 specie:
- Parma alboscapularis
- Parma bicolor
- Parma kermadecensis
- Parma mccullochi
- Parma microlepis
- Parma occidentalis
- Parma oligolepis
- Parma polylepis
- Parma unifasciata
- Parma victoriae